# Џордан Слоун
Џордан Слоун (енгл. Jordan Sloan; Комбер, 3. август 1993) ирски је пливач чија специјалност су трке слободним стилом. На Играма комонвелта се такмичи под заставом Северне Ирске. Вишеструки је национални првак и рекордер. 

## Спортска каријера
Слоун је дебитовао на међународној пливачкој сцени у Глазгову 2014. на Играма комонвелта, где је остварио неколико солидних резултата. 
На светским првенствима у великим базенима је дебитовао у Будимпешти 2017, а наступао је и на првенству у Квангџуу 2019 (27. место на 200 слободно). Пливао је и на светском првенству у малим базенима у Виндзору 2016. године.  
Најбоље резултате у каријери је постизао на европским првенствима у малим базенима, у Копенхагену 2017. је био 6. на 200 слободно, односно 8. у финалу исте дисциплине у Глазгову 2019. године. 